# 메리 리

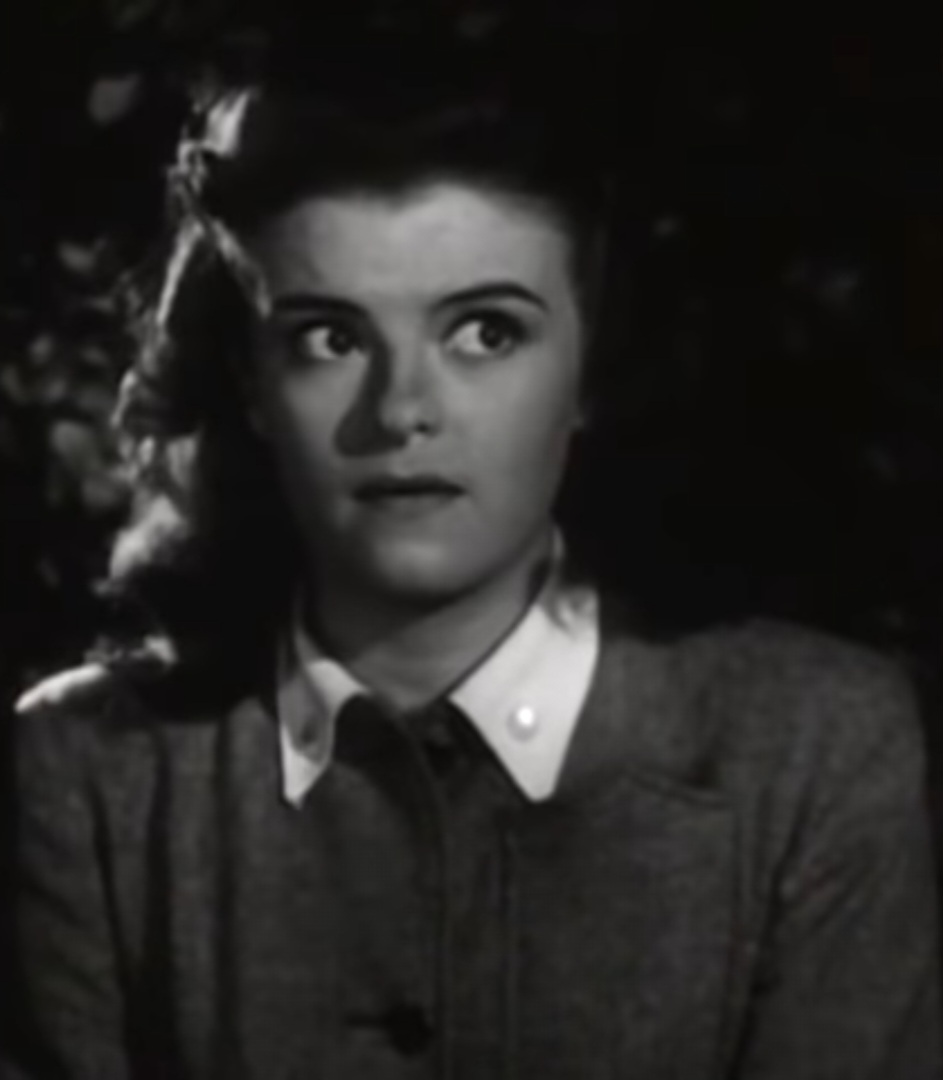

메리 리(Mary Lee, 1924년 10월 24일 ~ 1996년 6월 6일)는 미국의 배우, 영화배우이다.
캘리포니아주에서 사망하였다. 사인은 질병이다.

## 영화
- 영 어덜트 (2011년)
- 스위치 (2010년)
- 패신저스 (2008년)